# Parklife
Parklife – trzeci album studyjny brytyjskiego zespołu Blur. Album został wydany 25 kwietnia 1994 roku przez wytwórnię Food Records. W Wielkiej Brytanii album uzyskał status poczwórnej platynowej płyty.

## Lista utworów
1. „Girls & Boys”
2. „Tracy Jacks”
3. „End of a Century”
4. „Parklife”
5. „Bank Holiday”
6. „Badhead”
7. „The Debt Collector”
8. „Far Out”
9. „To the End”
10. „London Loves”
11. „Trouble in the Message Centre”
12. „Clover Over Dover”
13. „Magic America”
14. „Jubilee”
15. „This Is a Low”
16. „Lot 105”

## Certyfikaty i sprzedaż
| Kraj                  | Certyfikat         | Sprzedaż   |
| --------------------- | ------------------ | ---------- |
| Kanada (MC)           | złota płyta        | 50 000+    |
| Wielka Brytania (BPI) | 4x platynowa płyta | 1 200 000+ |